# Desnudo, hojas verdes y busto
Desnudo, hojas verdes y busto es una pintura de Pablo Picasso de 1932 en la que retrató a su amante Marie-Thérèse Walter. La obra fue parte de la colección de arte de Sidney y Frances Brody, de Los Ángeles, desde la década de 1950 hasta 2010. Durante ese período, solo se exhibió una vez, en 1961. En 2010 se convirtió en la obra más cara de la historia vendida en una subasta, cuando fue adquirida por 106,4 millones de dólares.

## Descripción
Desnudo, hojas verdes y busto forma parte de una serie de retratos sobre la amante y musa de Picasso, Marie-Thérèse Walter, desde 1932. El óleo, en tonos azules y lilas, mide más de un metro y medio de alto. Los Brody la adquirieron en 1951 y desde entonces solo se ha exhibido una vez en público. Conor Jordan, el jefe del ala de Impresionismo y Arte Moderno de Christie's, en Nueva York dijo que la pintura expresó «un momento maravilloso de la carrera de Picasso, el cual se conforma por completo por la obsesión romántica».

## Subasta

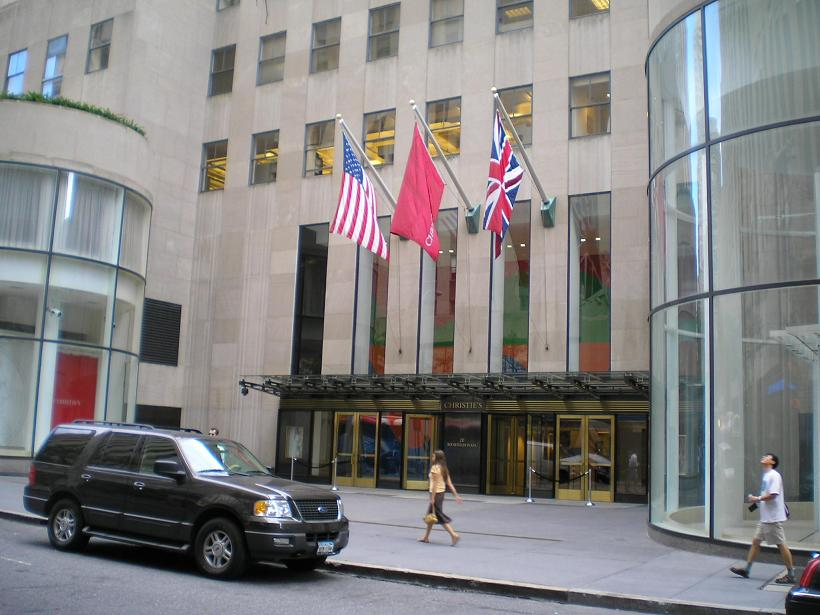
Fachada de Christie's, donde se llevó a cabo la subasta de la obra.

El 4 de mayo de 2010, la pintura fue vendida en Christie's, en la ciudad de Nueva York. La anterior dueña de la obra, la filántropa de Los Ángeles Frances Lasker Brody, había fallecido en noviembre de 2009. Christie's obtuvo los derechos para llevar a cabo la subasta de la colección de arte de Brody por sobre la londinense Sotheby's. La colección completa fue valuada en 150 millones de dólares y se esperaba que se pagasen ochenta millones de dólares en la subasta por Desnudo, hojas verdes y busto.
Hubo más de media docena de pujadores por la obra. La oferta ganadora fue concertada por vía telefónica y resultó ser de noventa y cinco millones de dólares. Con el porcentaje adicional, el precio llegó a los 106,5 millones. Si se ignora la inflación, la pintura rompió el precio récord de una obra de arte vendida por subasta. El récord anterior lo ostentaba L'Homme qui marche I de Alberto Giacometti, vendida en febrero de 2010 por 104,3 millones.
La obra de arte vendida más cara en una subasta pública continúa siendo Portrait of Dr. Gachet de Van Gogh, por la cual se pagaron $82.5 millones de dólares en mayo de 1990 (aproximadamente $138,4 millones en el valor actual del dólar estadounidense), mientras que No. 5, 1948 de Jackson Pollock, vendida en forma privada en 2006 por $140 millones (aproximadamente $151 millones en el valor de 2010), es la pintura más cara de la historia considerando las subastas y la venta privada.